# Champcervon
Champcervon is een plaats en voormalige gemeente in het Franse departement Manche (regio Normandië) en telt 186 inwoners (2004). De plaats maakt deel uit van het arrondissement Avranches. Champcervon is op 1 januari 2016 gefuseerd met de gemeente Les Chambres tot de gemeente Le Grippon. 

## Geografie
De oppervlakte van Champcervon bedraagt 5,7 km², de bevolkingsdichtheid is 32,6 inwoners per km².
De onderstaande kaart toont de ligging van Champcervon met de belangrijkste infrastructuur en aangrenzende gemeenten.

## Demografie
Onderstaande figuur toont het verloop van het inwonertal (bron: INSEE-tellingen).